# Ле Лионне, Франсуа
Франсуа́ Ле Лионне́ (фр. François Le Lionnais; 1901—1984) — французский инженер-химик и писатель, один из учредителей литературного движения УЛИПО.

## Биография
Франсуа Ле Лионне родился в Париже 3 октября 1901 года. После окончания средней школы в Мо учился в Страсбургском университете, где получил степень бакалавра и диплом в области химического машиностроения. Там же, при университете, посещал шахматный клуб. Получив образование инженера-химика, в 1928—1929 годах руководил промышленной фирмой Forges d’Aquiny. В 1932 году он приобрёл журнал Cahiers de l'échiquier français, после чего занялся его редактированием, пока в 1939 году журнал не прекратил публикации.
Во время Второй мировой войны Ле Лионне активно выступал во французской группе сопротивления «Национальный фронт» (Front National). В октябре 1944 года он был арестован, подвергнут пыткам гестапо и провел шесть месяцев (с ноября 1944 по апрель 1945 года) в качестве заключённого в концентрационном лагере Дора-Миттельбау, где как специалист был привлечён к производству ракет «Фау-2».
После Второй мировой войны Ле Лионне был назначен директором по общим исследованиям в Высшей военной школе (в настоящее время это часть Военной Школы в Париже). В 1950 году он стал главой-основателем Отдела естественнонаучного образования при ЮНЕСКО.
26 июня 1950 года совместно с французским физиком Луи Де Бройлем и его близким другом Жаком Бержье он учредил Ассоциацию французских писателей-учёных, которая первоначально финансировалась ЮНЕСКО. Ле Лионне стал первым президентом ассоциации.
В 1952 году, вновь в сотрудничестве с Жаком Бержье, Ле Лионне способствовал учреждению ЮНЕСКО Премии Калинги за выдающиеся достижения в популяризации науки. Первым получателем премии стал Луи Де Бройль. В последующее десятилетие Ле Лионне присоединился к консультативному комитету по научной терминологии при Французской академии наук, выполнял функции научного консультанта Комиссии по реставрации произведений искусства в национальных музеях Франции, работал техническим экспертом в Индийском совете по научным исследованиям. Он создал и вёл научно-популярную программу «La Science en Marche» на радиостанции France Culture.
Ле Лионне активно участвовал в экспериментальных и абсурдистских художественных движениях. В 1960 году он совместно с писателем Раймоном Кено основал УЛИПО (OULIPO), объединение писателей и математиков, и на протяжении двух десятилетий осуществлял там свою деятельность. По примеру УЛИПО в дальнейшем он создал серию аналогичных организаций, включая OULIPOPO (по детективной беллетристике), OUMUPO (по музыке), OUPEINPO (по живописи), OUCINÉPO (по кино) и OUCUIPO (по кулинарии).
Франсуа Ле Лионне написал множество книг, а также очерки и журнальные колонки. Они посвящены науке, математике и её истории, экспериментальной литературе, живописи и шахматам.
Скончался Ле Лионне 13 марта 1984 года в коммуне Булонь-Бийанкур, в западном пригороде Парижа.

## Работы
Радиопрограммы
- La Science en marche, Les Yeux Ouverts:
  - 1. La Prévision du temps (с Ж. Бессемуленом, Р. Клаусом, И. Фаси и A. Вио). — 1962.
  - 2. L'Éclairagisme : lumière et couleur (с мадам Жонкиер, Морисом Дерибере, Й. Ле Граном и Ж. Мезонневом). — 1962.

По науке
- Cinquante années de découvertes, bilan 1900—1950 (собрание). — Seuil, 1950.

По математике
- Le Lionnais F., Brette J. Les Nombres Remarquables (фр.). — Paris: Hermann, 1983. — 158 p. — ISBN 9782705614072.
- Les Grands Courants de la pensée mathématique. — Cahiers du Sud, 1948.
- Dictionnaire des Mathématiques, PUF (с A. Бувье и M. Жоржем). — 1979.
- Перевод (с Франсин Бери (псевдоним Франсин Блох)) Les Mathématiques et l’Imagination Эдварда Казнера и Джеймса Ньюмана. — Paris: Payot, 1950.

По литературе
- LiPo (1er Manifeste de l’OuLiPo). — Gallimard, 1963.
- 2e Manifeste de l’Oulipo. — Gallimard, 1973.
- 3e Manifeste de l’Oulipo. — La Bibliothèque Оulipienne № 30.
- Un Certain Disparate (интервью и выдержки). — La Bibliothèque Oulipienne № 85 (полный текст опубликован УЛИПО в 2011[6]).
- Lewis Carroll précurseur de l’OU.LI.PO. — изд. Анри Вейриер, 1978.
- Les Habits Noirs, une épopée méconnue (впоследствии и хронология для одноимённого произведения Поля Феваля). — Paris: Marabout Géant. — V. 7, issue 7, «La bande Cadet». — Pp. 419—441.

По живописи
- Magnelli. — Galerie de France, 1960.
- La Peinture à Dora. — L’Échoppe, 1999.

По шахматам
- L’Ouverture française 1 é4-é6. — Éditions des Cahiers de l'Échiquier Français, 1935.
- Le Jardin des échecs. — Éditions des Cahiers de l'Échiquier Français, 1936.
- Les Prix de beauté aux échecs. — Payot, 1939 ; 2-е изд. 1951 ; 3-е изд. 2002.
- Le Jeu d'échecs, " Que Sais-je ". — PUF, 1957 ; 2-е изд. 1974.
- Dictionnaire des échecs (с Эрнстом Пейджетом). — PUF, 1967 ; 2-е изд. 1974.
- Tempêtes sur l’échiquier. — Pour la science, 1981.
- Marcel Duchamp joueur d’échecs. — L’Échoppe, 1997.

Разное
- Le Temps. — изд. Роберт Дельпир, 1959.